# マイク・ジョンソン (ルイジアナ州の政治家)
ジェームズ・マイケル・ジョンソン（英語:  James Michael Johnson、1972年1月30日 - ）は、アメリカ合衆国の弁護士、政治家。ルイジアナ州選出連邦下院議員、下院議長を務める。福音派系の政治団体法律顧問出身で、同じく福音派を選挙基盤に持つドナルド・トランプ大統領に近い人物と見做されている。
ジョンソンは2016年にルイジアナ州第4下院選挙区の代表に初当選した。議員時代、ジョンソンは下院議場や法廷で2020年大統領選挙の結果に異議を唱え、全国的な中絶禁止法を制定する法案を支持し、同性結婚を禁止する法律は違憲であるとしたオーバーグフェル対ホッジス裁判に影響を与えた。ジョンソンは、2019年から2021年まで議会最大の保守派議員団である共和党調査委員会の委員長を、2021年から2023年までは下院共和党会議の副議長を務めた。

## 来歴
ルイジアナ州シュリーブポートで、ジーン・ジョンソンとジェームズ・パトリック・ジョンソンの4人兄弟の長男として生まれる。両親がジョンソンを産んだのは十代の頃であり、母にとっては突然の妊娠だった。両親はすぐに離婚した。1995年にルイジアナ州立大学を経営学の学士号を取得、ルイジアナ州立大学内のポール M. ヘバート法律センター（大学院に相当）を法学博士号を取得して卒業。
ジョンソンは議会議員に選出される前、現在は「自由を守る同盟」(アライアンス・ディフェンダー・フリーダムen:Alliance Defending Freedom、略称ADF)として知られる旧称「同盟防衛基金」(略称こちらも同じくADF)の上級法律顧問を務めていた(所属途中の2012年に団体名称変更)。このADFは、キリスト教福音派を中心とするキリスト教右派政治団体・法律顧問で、彼ら宗教理念の実現と政策達成の為の裁判を行う組織である。(直近の2022年予算規模・単年度支出金額は100億円を超えており全米最大規模の政治的法律顧問と見られている。選挙出馬時は、同団体と同じ支持基盤である福音派を選挙基盤に出馬している。このADFで働いている間、ジョンソンは2003年に合意に基づく同性関係を犯罪とする州法を覆す最終的な米国最高裁判所で起きたローレンス対テキサス州事件に反対する著名な法廷準備書面を書いた。2004年、彼はルイジアナ州憲法の中で結婚を1人の男性と1人の女性の間と定義するルイジアナ州修正条項1を法的異議に対して弁護した。
ジョンソン氏は2015年、訴訟においてキリスト教徒の顧客を代理することを目的とした非営利法務省フリーダム・ガードを設立した。彼はその主任顧問であり、ジョンソンはケンタッキー州にあるアンサーズ・イン・ジェネシス（AIG）のアーク・エンカウンター・テーマパークに対して政府が提供した減税を弁護した。ジョンソンはまた、AiG のために手紙を書いており、他の訴訟でも彼らの代理人を務めている。
2016年9月、ジョンソンは自身の弁護士としての経験を「信教の自由、人命の神聖さ、そして伝統的な結婚の擁護を含む聖書の価値観や、攻撃を受けた場合の同様のその他の理想を擁護すること」と語っている。キリスト教福音派系のリバティ大学の教授でもあり、同大のヘルムズ行政大学院で憲法などを講じていた。
2016年2月10日、ジョンソンはジョン・フレミングが8年間保持していた下院選挙区第4議席への立候補を発表した。フレミングはデヴィッド・ヴィッターが空席となったアメリカ合衆国上院議席に立候補していた。ジョンソンが選挙に勝利。
2023年10月25日、史上初めて下院議長を解任されたケビン・マッカーシーの後任を決定する下院議長選挙で賛成220票の過半数を経て、下院議長に選出された。
2025年1月3日、必要最小限の218票で議長に再選された。共和党議員2人が造反すれば過半数の218票に届かない状況だったが、造反議員は1人にとどまった。米メディアによると、次期大統領（当時）のトランプが自ら造反議員を電話で説得し、翻意を促したという。